# Белый Нос (полярная станция)
Белый Нос — российская всесезонная полярная станция в Арктике. Расположена на юго-западе от посёлка Хабарово, на побережье Баренцева моря.

## История
Станция организована в поселке Хабарово 10 ноября 1940 года в 10 км к северо-востоку от нынешнего местоположения. Она дважды переносилась: 7 мая 1941 года и 9 мая 1957 года на то место где и находится сейчас. С момента организации и до настоящего времени станция работает без перерывов. В 1993 году, после закрытия станции Югорский Шар, ее исследовательские программы были переданы станции Белый Нос. Работает как геофизическая обсерватория с 2006 года.

## Описание
Штат станции должен состоять из 10 человек, но укомплектован не полностью. Половина персонала имеют опыт работы 10 лет и более. Налажена радиорелейная связь со станцией Амдерма. Гидрометеорологическая информация МГ-2 Белый Нос используется при обслуживании полетов авиации и для обеспечения безопасности мореплавания.

Виды наблюдений которые проводятся на станции:
- метеорологические
- морские прибрежные
- агрометеорологические
- геофизические

В 2008 году на станции построен новый геофизический павильон. Силами коллектива выполнен текущий ремонт служебного дома, он обшит вагонкой, в помещениях проведены косметические ремонты. На станция имеется библиотека с методической и художественной литературой. На НЭС «Михаил Сомов» на станцию завозятся необходимые виды снабжения (ГСМ, продукты питания, запасные приборы и оборудование).